# Willie Hightower (jazzmusicus)
Willie H. Hightower (Nashville, oktober 1888 - Chicago, december 1959) was een Amerikaanse jazztrompettist en -kornettist.

## Biografie
Hightower speelde tussen 1908 en 1917 in New Orleans in de band American Stars. Samen met de pianiste Lottie Frost was hij ook werkzaam als begeleider van de vaudevilleshow The Smart Set. In 1917 trouwde hij met Frost. Met The Smart Set werkte hij in het strandtheater in Jacksonville (1916-1917), daarna in Mississippi (1917) om aan het eind van het decennium naar Chicago te verhuizen. Hightower speelde begin jaren 1920 in meerdere bands uit Chicago. In 1925 werd hij lid van de band van Carroll Dickerson, daarna speelde hij in de band Nighthawks van zijn echtgenote Lottie, die in 1927 opnam met Richard M. Jones voor Black Patti Records. Tijdens de jaren 1930 was hij weer werkzaam bij Dickerson, maar ook als theatermuzikant. In 1933 werkte hij met Andrew Hilaire. Omstreeks 1940 beëindigde hij zijn activiteiten als muzikant.

## Overlijden
Willie Hightower overleed in december 1959 op 71-jarige leeftijd.